# 40 исследований, которые потрясли психологию
40 исследований, которые потрясли психологию (англ. Forty Studies That Changed Psychology: Explorations Into the History of Psychological Research) — академический учебник, написанный Роджером Р. Хоком, который в настоящее время находится в восьмом издании. Книга содержит резюме, критические обзоры и обновления важных исследований, которые повлияли на сферу психологии. Учебник используется в курсах психологии на всех уровнях образования и переведён на шесть языков. Он используется для того, чтобы правильно связать нынешнее знание психологии с исходным исследованием, которое к нему привело. Это окно в историю психологии для всех, кто хочет расширить своё понимание истинных корней психологии.

## Формат
Книга содержит 40 лекций, каждая из которых соответствует важному изданию по психологии. Лекции далее разделены на 10 глав, которые соответствуют основным областям изучения психологии. Все индивидуальные лекции содержат аналогичные разделы для каждого из 40 исследований; они включают разделы, посвящённые теоретическим положениям, лежащим в основе исследования, методам, использованным в исследовании, результатам исследования, обсуждению результатов, последующим исследованиям по той же теме и недавним исследованиям, в которых цитируется оригинальная публикация.

## Образовательное и научное использование
«40 исследований» были рассмотрены Американской психологической ассоциацией после публикации второго издания в 1995 году. Он стал хорошо известным учебником по психологии и получил рецензируемое одобрение проекта Syllabus Общества преподавания психологии для использования на всех уровнях образовательных курсов. Педагоги выбрали книгу как источник рассказов, чтобы тема научной психологии стала более интересной в классе. Хотя это вторичный источник, «40 исследований» иногда упоминается как первичный. Кроме того, по состоянию на 6 июня 2013 года, по оценкам Академии Google, книгу цитировали ещё 113 источников.

## Содержание
Отдельные лекции в книге включают широкий спектр классических исследований по психологии, например, следующие:
- Лекция 1: Один мозг или два? — Исследование разделённого мозга Газзаниги, иллюстрирующее отдельные функции полушарий мозга.
- Лекция 2: Больше опыта = больший мозг — Исследование Марка Розенцвейга[англ.] на крысах, выращенных в высоко стимулирующих условиях, по сравнению с крысами, выращенными в простых или монотонных условиях, и влияние на мозг[10].
- Лекция 4: Остерегайтесь визуального обрыва! — Исследование Элеанор Дж. Гибсон о развитии восприятия глубины с помощью визуального обрыва[англ.].
- Лекция 5: Внимательно посмотрите — Исследование Роберта Л. Фэнца[англ.] о восприятии формы у младенцев с использованием отображения различных изображений[11].
- Лекция 6: Спать без сомнений о сновидениях — Исследование Уильяма Демента[англ.] о том, может ли отсутствие сновидений мешать нормальному функционированию человека[12].